# スーパーミニ四駆
スーパーミニ四駆（スーパーミニよんく）はタミヤが販売していたミニ四駆シリーズである。単三電池2本を動力源とする。
現在は販売されてない。

## 機構
シャーシ
スーパー1/スーパーII、スーパーFM、スーパーTZ/スーパーTZ-X、VSシャーシ
電池
単三電池2本を使用する。
ギヤ・モーター
基本的にプロペラシャフトを使うミニ四駆と互換性がある。
シャフト
オンロードタイプのミニ四駆と同じものが使用できる。